# Malecón (La Havane)

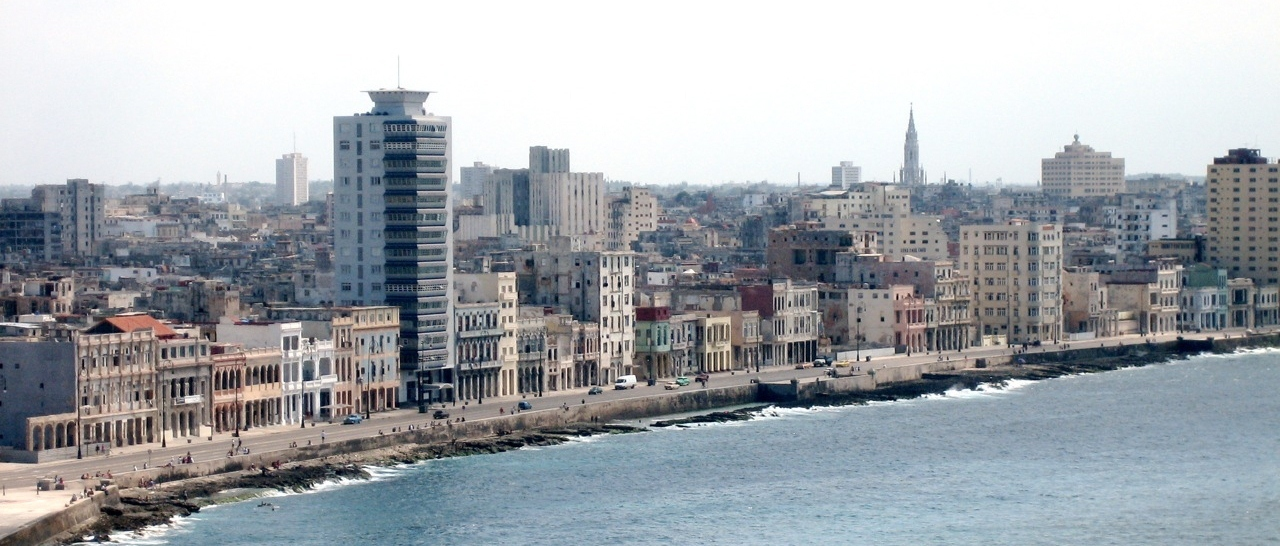
Le Malecón.

Le Malecón [ma.le'kon] en français : « la jetée » est une promenade de front de mer (en espagnol : paseo) de 8 kilomètres de long, située au nord de La Havane, à Cuba. Officiellement appelée « avenue Maceo », elle est composée d'une large chaussée et d’une digue érigée sur le cordon littoral rocheux.
Ce front de mer de forme sinueuse débute à l'entrée de la baie de La Havane, dans la vieille Havane, longe le côté nord de la municipalité de Centro Habana et se termine à l'embouchure de l'Almendares dans le quartier de Vedado (en) vers l'ouest.

## Histoire
Le premier tronçon du Malecón fut construit de 1901 à 1902 sous le gouvernement militaire temporaire des États-Unis. D'une longueur de seulement 500 mètres, il s'étendait alors de la forteresse San Salvador de la Punta à l’est jusqu’à la rue Crespo à l’ouest. Cette portion fait partie de la vieille ville de La Havane et son système de fortifications, classée au patrimoine mondial de l'Unesco.
Les gouvernements cubains postérieurs procédèrent au prolongement du Malecón vers l’ouest.
- De 1902 à 1921, on le prolongea jusqu'au monument aux victimes du USS Maine en face des rues O et 19.
- Enfin, de 1948 à 1952, on construisit le dernier tronçon aboutissant à l'embouchure du fleuve Almendares.

À l’origine, le Malecón visait surtout à protéger La Havane contre les vagues et les vents du Nord « Los Nortes ». Mais il servit aussi, et sert encore, de lieu de promenade nocturne aux Havanais et de lieu de pêche récréative. C'est aussi un moyen de subsistance pour les familles pauvres, car elles peuvent y pêcher leur nourriture.
En août 1994, des centaines de Cubains se rassemblent sur le Malecón pour essayer de quitter l'île, à la suite d'une rumeur infondée indiquant l'arrivée prochaine de bateaux américains. C'est le début de la manifestation du 5 août 1994 contre le régime castriste.
Le Malecón demeure un lieu très fréquenté par les Cubains, surtout par ceux dont les loisirs sont limités par leurs moyens financiers. C'est aussi un lieu de prostitution sujet à une surveillance policière quasi permanente.
Les anciens bâtiments qui bordent le Malecón sont presque en ruines, malgré les efforts des habitants et des pouvoirs publics. Récemment, de nouvelles entreprises ont surgi sur ce front de mer grâce aux réformes économiques qui permettent maintenant aux Cubains de créer des entreprises privées, permettant ainsi de maintenir en état certains bâtiments.

## Centres d'intérêt
D’est en ouest, on trouve sur le Malecón, outre de nombreuses maisons particulières typiques des années 1930 à 1950, une succession de lieux et de monuments, récents ou anciens, dignes d’intérêt :
- Le Castillo San Salvador de la Punta qui fait face au Castillo de los Tres Reyes Magos del Morro. Ces deux forteresses protégeaient de leurs batteries de canons le goulet d’accès au port.
- Le parc et la statue équestre (réalisée par l'italien Boni), du Major Général Antonio Maceo, le « Titan de Bronze », héros de l'indépendance de Cuba[4].
- Le Torreón de San Lázaro, une tour de guet construite par les Espagnols au XVIIIe siècle[4].
- Proche de l'hôtel Nacional on trouve le parc et le monument aux victimes du cuirassé USS Maine.
- La Plaza de la Dignidad avec sa statue de José Martí et la tribune anti-impérialiste José Martí, le « Protestodromo », en face du bâtiment de l'ambassade des États-Unis.
- C’est face à ce symbole de l’impérialisme des États-Unis que le gouvernement cubain érigea en 2006 le Monte de las Banderas (le Mont des Drapeaux), constitué de 138 mâts portant chacun un drapeau noir frappé d'une étoile blanche, en signe de deuil pour les 3 478 personnes qui avaient trouvé la mort dans les 138 actes de terrorisme perpétrés contre Cuba depuis 1959[4].
- À quelques centaines de mètres vers l’ouest on trouve la statue équestre (1959) qui rend hommage à l'un des grands stratèges de l'indépendance de Cuba Calixto Garcia[4].
- Plus loin encore, on trouve le parc de sports José Martí parmi une succession d'équipements sportifs et de loisirs échelonnés le long du Malecón.

## Mexique
Ce pays compte de nombreux « malecón », notamment celui de Veracruz, dont la construction remonte à 1902,.
Le plus long Malecón du monde (21 km) se trouve à Mazatlán.